# Geocaryum pumilum
Geocaryum pumilum är en flockblommig växtart som först beskrevs av John Sibthorp och James Edward Smith, och fick sitt nu gällande namn av Carl Fredrik Nyman. Geocaryum pumilum ingår i släktet Geocaryum och familjen flockblommiga växter. Inga underarter finns listade i Catalogue of Life.